# 192626 Glennunderhill
192626 Glennunderhill è un asteroide della fascia principale. Scoperto nel 1999, presenta un'orbita caratterizzata da un semiasse maggiore pari a 2,610534 UA e da un'eccentricità di 0,233891, inclinata di 8,589606° rispetto all'eclittica.